# District d'Antsirabe II
Pour les articles homonymes, voir District d'Antsirabe.
Antsirabe II est un district rural de Madagascar, qui s'étend autour de la ville d'Antsirabe et est situé dans la partie sud-est de la province d'Antananarivo, dans la région de Vakinankaratra. Composé de 20 communes dont: 
- Alakamisy
- Ambano
- Ambatomena
- Ambohibary
- Ambohidranandriana
- Ambohimiarivo
- Ambohitsimanova
- Andranomanelatra
- Antanambao
- Antanimandry
- Antsoatany
- Belazao
- Ibity
- Manandoana
- Mandrosohasina
- Mangarano
- Sahanivotry Mandona
- Soanindrariny
- Tsarahonenana Sahanivotry
- Vinaninkarena